# 海士町
海士町（あまちょう）は、島根県の町。隠岐郡に属す。日本海に浮かぶ隠岐諸島の島前にあり、中ノ島を主島とする1島1町の自治体である。
「日本で最も美しい村」連合に加盟している。同連合で認定された登録地域資源は、「小泉八雲の愛でた『菱浦湾』の景観」、および「隠岐島前神楽」である。
少子高齢化による人口減少が進んでいたが、2010年以降はほぼ横ばいとなっている。

## 地理
海士町は島根半島の北約60 km、日本海に浮かぶ隠岐諸島の島前にあり、主島は島前三島のひとつである中ノ島である。面積は33.46 km2、周囲長は89.1 km。2015年の国勢調査によると、世帯数は1,057世帯、人口は2,353人。

### 地勢
山岳
中ノ島は北東から南西に走る山地で二分されており、南東部を上方（うえがた）、北西部を海士方と呼ぶ。中ノ島中央部の山地には豊田の南側に標高168 mの金光寺山、中里の南東側に227 mの唯山、御波の北西側に213 mの無名峰、多井の北西側に204 mの高峯などがある。上方には知々井の東側に147 mの熊野山などがあり、海士方には菱浦の南側に標高239 mの家督山（海士町最高峰）、北分の北側に126 mの角山などがある。外海に面する上方は地形が急峻で平地が少なく、海岸線が入り組んでおり良港に恵まれている。内海に面する海士方は平地が多く、海士町の穀倉地帯となっている。
- 金光寺山（きんこうじさん） : 標高168 m[5]。玄武岩の台地上に噴出した流紋岩丘である[6]。山頂には真言宗の金光寺があり、隠岐に配流された小野篁は金光寺にこもって放免を祈願したとされる[7]。本尊である地蔵仏が小野篁の作であるとする伝承（『隠岐島誌』）、後鳥羽上皇がしばしば登って山麓を眺めたとする伝承（『隠州記』）、山上の湧水が眼病に効果があるとする民間信仰がある[6]。山頂にはドライブウェイが通じており、展望台からは西ノ島や島後を見渡すことができる[7]。中腹には海士町都市農村交流センターがある。
- 家督山（あとどやま） : 標高246 mであり[8]海士町最高峰。玄武岩の台地上に噴出した粗面岩丘である[8]。帆船の時代には航海の目標となった[8]。かつて北斜面は桑畑として利用されたが、現在は島根県立隠岐島前高等学校の敷地などとなっている[8]。家督山から菱浦湾までの風景は、小泉八雲が『日本暼見記』で「清閑な地」と称えている[8]。

水文
中ノ島は地下水が豊富であり、ダムに頼らずとも飲料水を得られる。約400トン/日の湧水量がある「天川の水」は環境省による名水百選に選ばれている。金光寺山から諏訪湾に向かって諏訪川が流れており、諏訪川の流域には東や中里など、海士町の主要施設が集まる集落がある。西ノ島や知夫島に水田はないが、中ノ島には100ヘクタールほどの水田があり、島前3島の需要を賄えるほど米の生産量が多い。
- 諏訪川 - 海士町唯一の二級河川[10]。流路長2.44 km[10]。金光寺山に源流を持ち、東と中里を西流して諏訪湾に注いでいる[10]。
- 菱浦湾 - 国の天然記念物であるクロキヅタの棲息地。隠岐汽船のフェリーや高速船、隠岐観光の島前内航船の発着地である菱浦港がある。

その他
1963年（昭和38年）には隠岐諸島が大山隠岐国立公園に指定されている。2009年（平成21年）には隠岐諸島が日本ジオパークに認定され、2013年（平成25年）9月には世界ジオパーク（隠岐世界ジオパーク）に認定され、2015年（平成27年）11月にはユネスコ世界ジオパーク（隠岐ユネスコ世界ジオパーク）に認定された。中ノ島の東岸にはスコリアと呼ばれる火山噴出物が露出した明屋海岸がある。中ノ島の北岸の沖合には、3つの岩が海上に屹立する三郎岩があり、菱浦港から出港する海中展望船あまんぼうの目的地のひとつとなっている。海士町の主島である中ノ島の周囲には、北西側にニホンアワサンゴやアミメサンゴなどの日本の生息域北限である松島、灯台がある二股島、灯台がある小森島などがあり、南東側にヒーゴ島などがあり、諏訪湾沖に自然散骨所があるカズラ島、灯台があるカモ島、三郎岩などがあり、明屋海岸沖にオイシマなどがある。
- 三郎岩 - 大・中・小の3つの岩が海上に屹立する奇岩[7]。玄武岩が海食されて現在の景観となった[7]。大きい方から太郎・二郎・三郎と呼ばれる[7]。菱浦港から出港する海中展望船あまんぼうの目的地のひとつになっている[7]。また、島前と島後を結ぶフェリーや高速船からも見学することができる[7]。
- 明屋海岸（あきやかいがん） - 中ノ島の東岸にある景勝地[7]。赤褐色のスコリアと呼ばれる火山噴出物が露出した断崖を持つ[7]。夏場は海水浴場となり、また海士町営のキャンプ場もある[7]。隠岐ユネスコ世界ジオパークのジオサイトのひとつ。

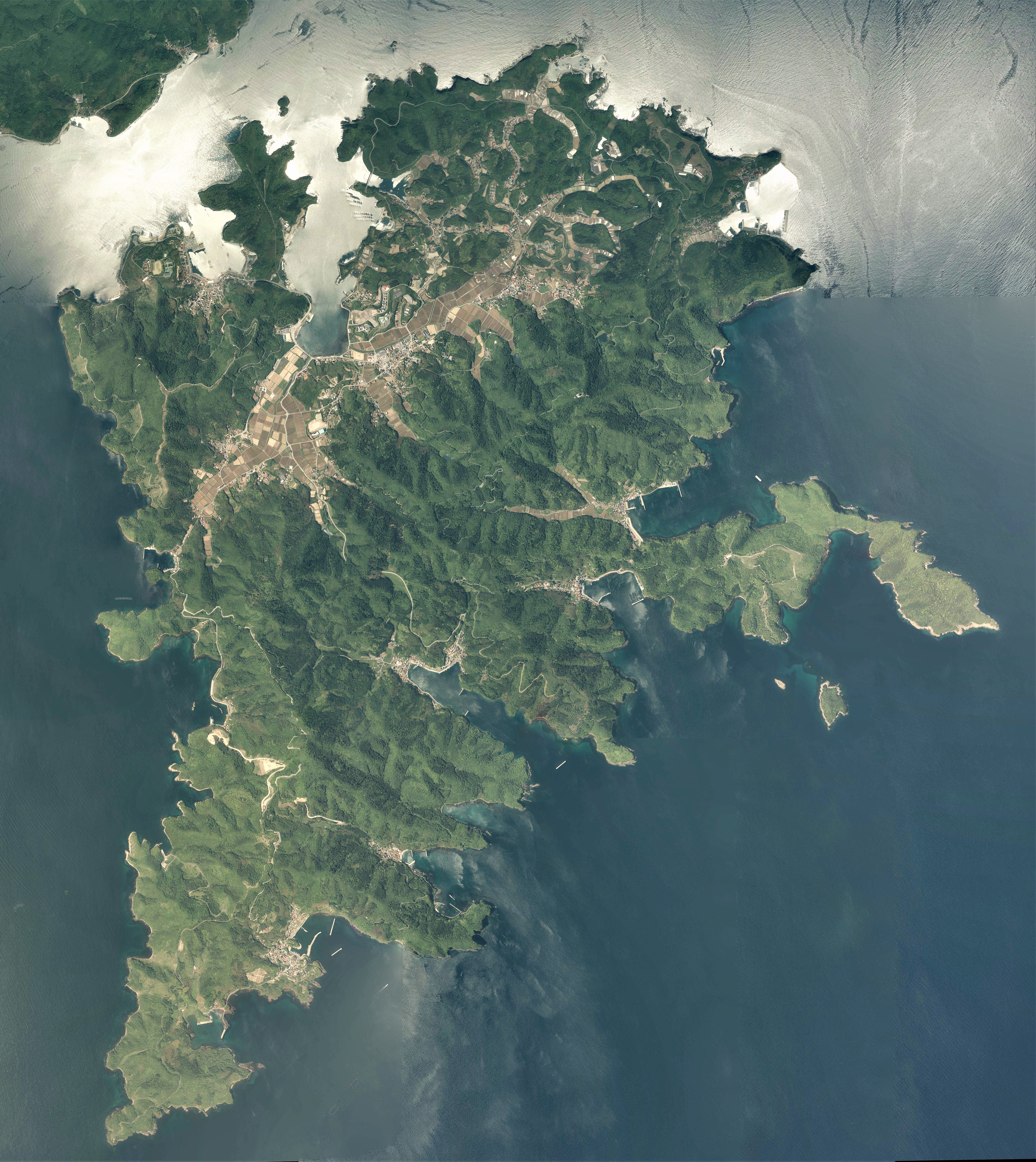
中ノ島の空中写真
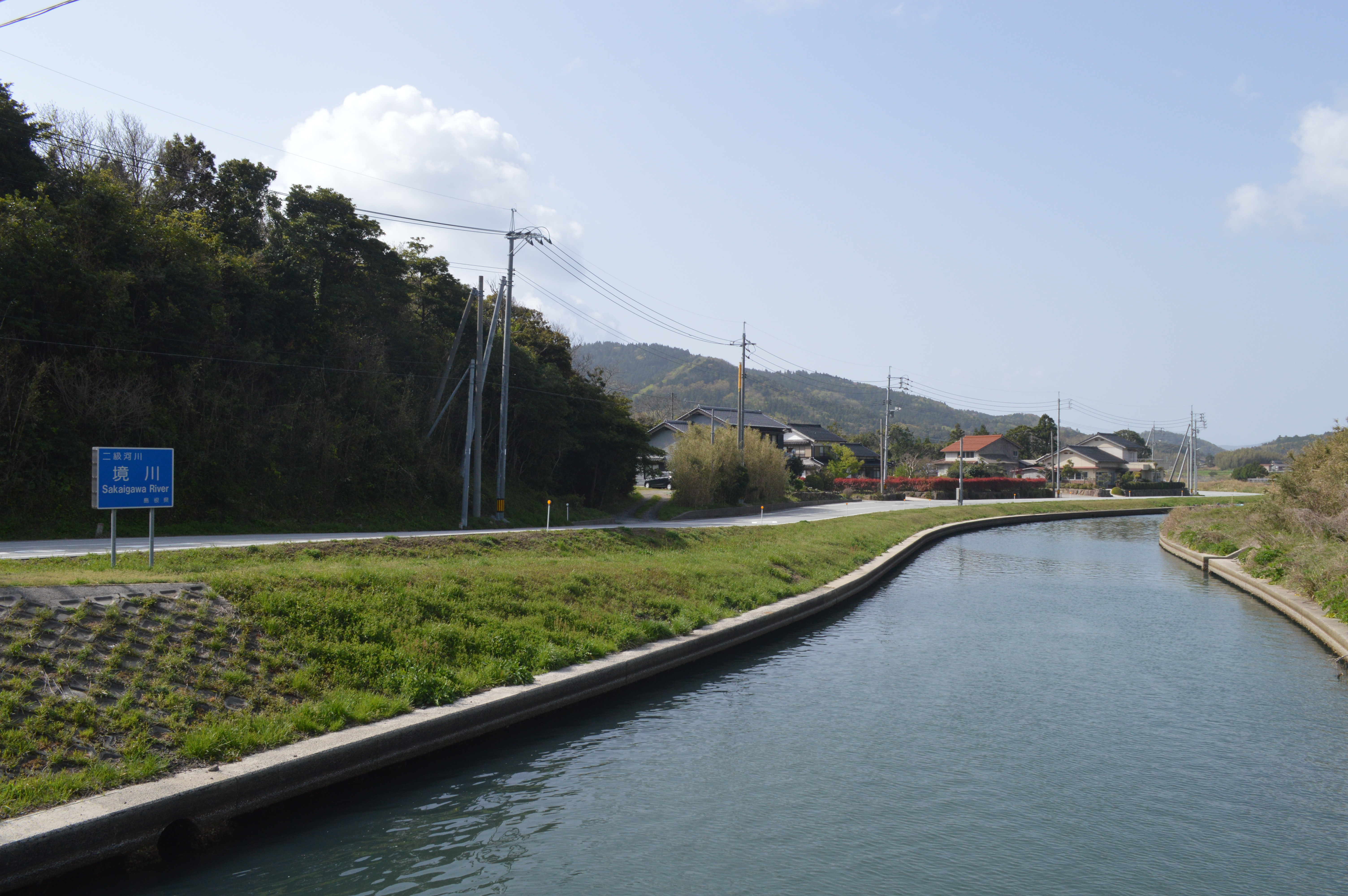
福井と西の境を流れる境川
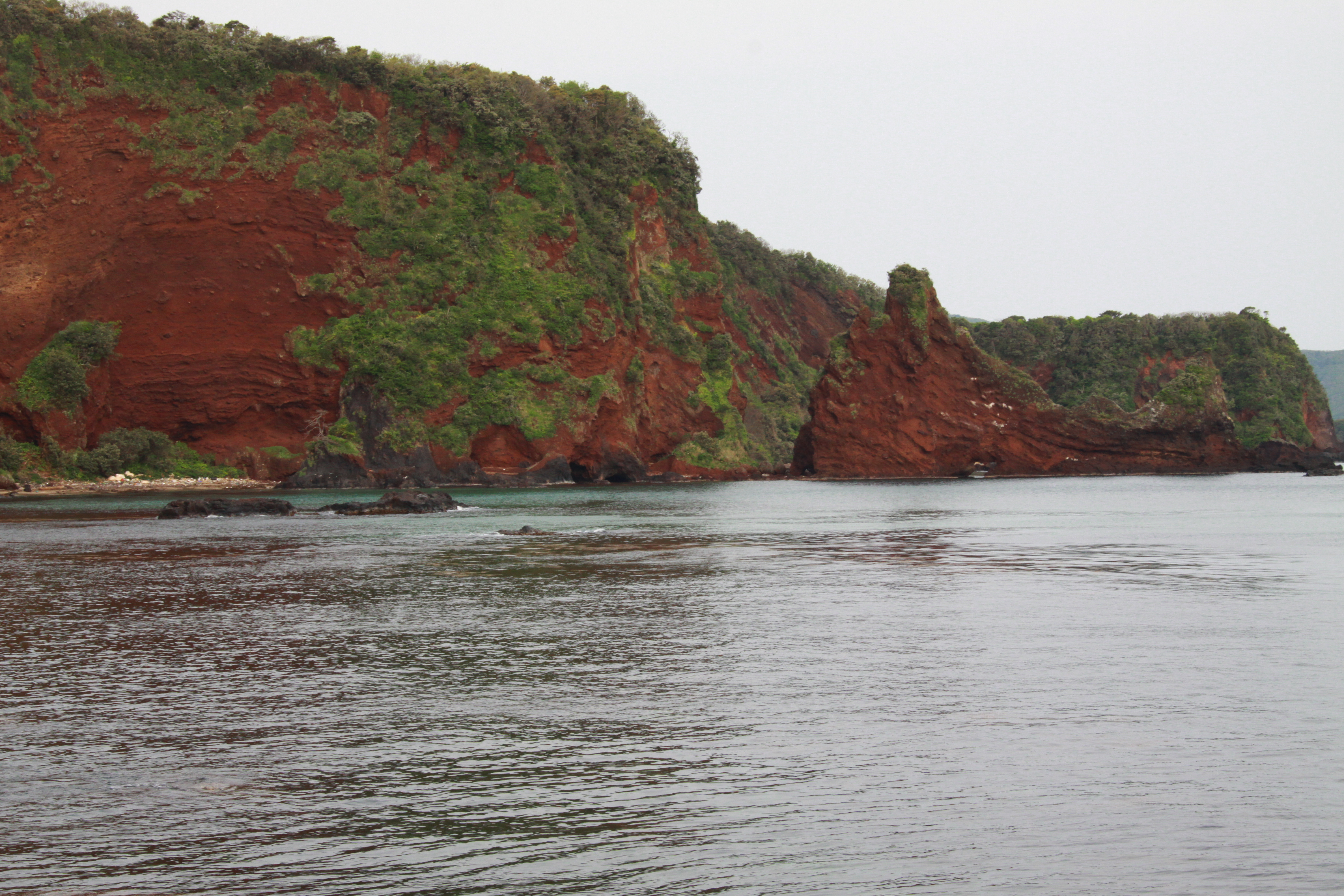
スコリアが露出する明屋海岸
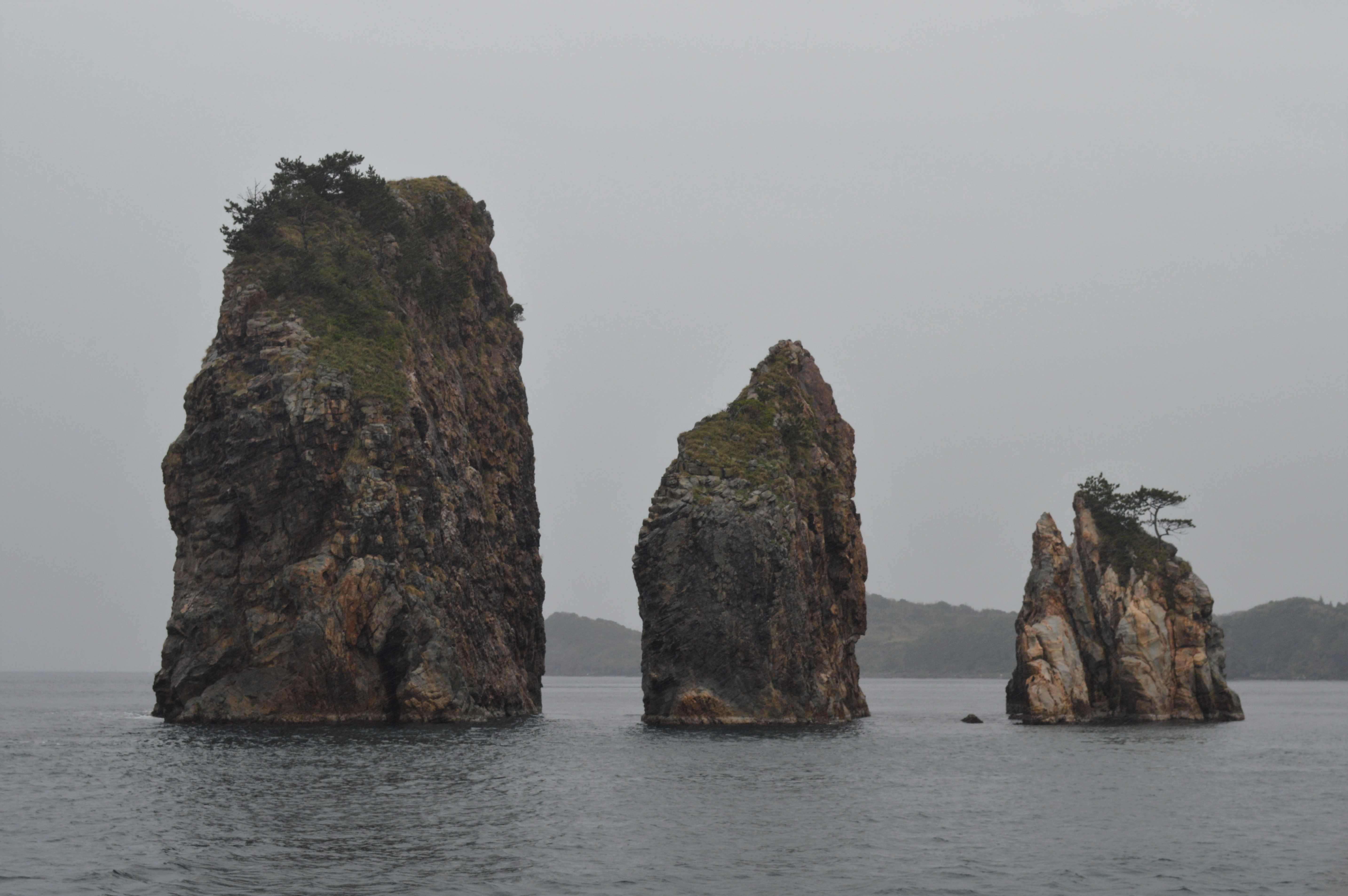
海上に屹立する三郎岩

### 気候
日本海に浮かぶ隠岐諸島は暖かい対馬海流の影響を強く受け、「夏涼冬暖」の温和な気候である。年間降水日数は193日である。冬季の月平均気温が摂氏3度を下回ることはない。
ケッペンの気候区分では温暖湿潤気候 (Cfa) に分類される。
春季から夏季には南風が吹き、夏季には偏東風が多くなる。夏季に強風は少なく、海洋性気候が涼しい風をもたらす。冬季には北西風が強く吹き、海上が荒れることが多い。晴天日は年平均142日であり、快晴日は年平均37日に過ぎない。年間平均気温は摂氏14.4度、年間降水量は1,662 mmである。
| 海士の気候             | 海士の気候    | 海士の気候   | 海士の気候    | 海士の気候    | 海士の気候    | 海士の気候    | 海士の気候   | 海士の気候    | 海士の気候    | 海士の気候   | 海士の気候    | 海士の気候    | 海士の気候       |
| 月                     | 1月           | 2月          | 3月           | 4月           | 5月           | 6月           | 7月          | 8月           | 9月           | 10月         | 11月          | 12月          | 年               |
| ---------------------- | ------------- | ------------ | ------------- | ------------- | ------------- | ------------- | ------------ | ------------- | ------------- | ------------ | ------------- | ------------- | ---------------- |
| 最高気温記録 °C （°F） | 17.3 (63.1)   | 21.9 (71.4)  | 23.6 (74.5)   | 26.6 (79.9)   | 30.4 (86.7)   | 32.8 (91)     | 35.5 (95.9)  | 35.9 (96.6)   | 35.0 (95)     | 30.5 (86.9)  | 25.6 (78.1)   | 20.1 (68.2)   | 35.9 (96.6)      |
| 平均最高気温 °C （°F） | 8.2 (46.8)    | 8.7 (47.7)   | 11.7 (53.1)   | 16.8 (62.2)   | 21.3 (70.3)   | 24.6 (76.3)   | 28.2 (82.8)  | 30.1 (86.2)   | 26.3 (79.3)   | 21.4 (70.5)  | 16.3 (61.3)   | 11.0 (51.8)   | 18.7 (65.7)      |
| 日平均気温 °C （°F）   | 5.3 (41.5)    | 5.2 (41.4)   | 7.8 (46)      | 12.5 (54.5)   | 17.1 (62.8)   | 20.7 (69.3)   | 24.8 (76.6)  | 26.3 (79.3)   | 22.3 (72.1)   | 17.1 (62.8)  | 12.3 (54.1)   | 7.8 (46)      | 14.9 (58.8)      |
| 平均最低気温 °C （°F） | 1.6 (34.9)    | 1.0 (33.8)   | 2.9 (37.2)    | 7.3 (45.1)    | 12.6 (54.7)   | 17.2 (63)     | 21.9 (71.4)  | 22.9 (73.2)   | 18.3 (64.9)   | 12.3 (54.1)  | 7.7 (45.9)    | 3.8 (38.8)    | 10.8 (51.4)      |
| 最低気温記録 °C （°F） | −6.6 (20.1)   | −8.0 (17.6)  | −4.7 (23.5)   | −3.3 (26.1)   | 2.8 (37)      | 7.6 (45.7)    | 11.4 (52.5)  | 14.2 (57.6)   | 6.1 (43)      | 1.9 (35.4)   | −0.7 (30.7)   | −2.7 (27.1)   | −8.0 (17.6)      |
| 降水量 mm （inch）     | 116.9 (4.602) | 86.4 (3.402) | 108.6 (4.276) | 107.5 (4.232) | 125.7 (4.949) | 167.0 (6.575) | 203.7 (8.02) | 141.6 (5.575) | 197.8 (7.787) | 97.7 (3.846) | 105.8 (4.165) | 126.7 (4.988) | 1,589.3 (62.571) |
| 平均月間日照時間       | 70.9          | 93.4         | 157.9         | 204.6         | 215.2         | 156.1         | 161.5        | 213.2         | 164.8         | 163.6        | 110.2         | 78.5          | 1,790            |
| 出典：気象庁           |               |              |               |               |               |               |              |               |               |              |               |               |                  |

### 人口
国勢調査では1950年（昭和25年）の6,986人をピークとして人口が減少し続け、2010年（平成10年）調査では2,374人となった。しかし、Uターン・Iターン者を獲得するための施策を行った結果、2010年以降はほぼ横ばいとなっている。現在では人口の約20%がIターン者であるとされる。移住者は20代から40代の若い世代が多く、定着率も高かった。2009年時点の年少人口（15歳未満）率は9%、老年人口（65歳以上）率は39%である。高校卒業者の多くが隠岐諸島外に出るため、20代から30代の人口比率が極端に少ない。
| 1925年 | 1,233戸 | 5,478人 |
| 1930年 | 1,232戸 | 5,308人 |
| 1935年 | 1,223戸 | 5,048人 |
| 1940年 | 1,110戸 | 4,620人 |
| 1945年 | 1,475戸 | 5,705人 |
| 1950年 | 1,487戸 | 6,986人 |
| 1955年 | 1,450戸 | 6,678人 |
| 1960年 | 1,416戸 | 6,160人 |
| 1965年 | 1,346戸 | 5,145人 |
| 1970年 | 1,245戸 | 4,257人 |
| 1975年 | 1,206戸 | 3,809人 |
| 1980年 | 1,203戸 | 3,537人 |
| 1985年 | 1,168戸 | 3,339人 |
| 1990年 | 1,137戸 | 3,119人 |
| 1995年 | 1,098戸 | 2,857人 |
| 2000年 | 1,095戸 | 2,672人 |
| 2005年 | 1,160戸 | 2,581人 |
| 2010年 | 1,052戸 | 2,374人 |
| 2015年 | 1,057戸 | 2,353人 |

| |                                        |  |
| 海士町と全国の年齢別人口分布（2005年） | 海士町の年齢・男女別人口分布（2005年） |  |
| ■紫色 ― 海士町 ■緑色 ― 日本全国 | ■青色 ― 男性 ■赤色 ― 女性              |  |
| 海士町（に相当する地域）の人口の推移 \| 1970年（昭和45年） \| 4,257人 \| \| \| 1975年（昭和50年） \| 3,809人 \| \| \| 1980年（昭和55年） \| 3,537人 \| \| \| 1985年（昭和60年） \| 3,339人 \| \| \| 1990年（平成2年） \| 3,119人 \| \| \| 1995年（平成7年） \| 2,857人 \| \| \| 2000年（平成12年） \| 2,672人 \| \| \| 2005年（平成17年） \| 2,581人 \| \| \| 2010年（平成22年） \| 2,374人 \| \| \| 2015年（平成27年） \| 2,353人 \| \| \| 2020年（令和2年） \| 2,267人 \| \| |                                        |  |
| 総務省統計局 国勢調査より |                                        |  |
| 1970年（昭和45年） | 4,257人                                |  |
| 1975年（昭和50年） | 3,809人                                |  |
| 1980年（昭和55年） | 3,537人                                |  |
| 1985年（昭和60年） | 3,339人                                |  |
| 1990年（平成2年） | 3,119人                                |  |
| 1995年（平成7年） | 2,857人                                |  |
| 2000年（平成12年） | 2,672人                                |  |
| 2005年（平成17年） | 2,581人                                |  |
| 2010年（平成22年） | 2,374人                                |  |
| 2015年（平成27年） | 2,353人                                |  |
| 2020年（令和2年） | 2,267人                                |  |

### 大字
中ノ島は北東から南西に走る山地によって、北西部の海士方と南東部の上方（うえがた）に分かれている。海士町は以下の7の大字に分かれている。

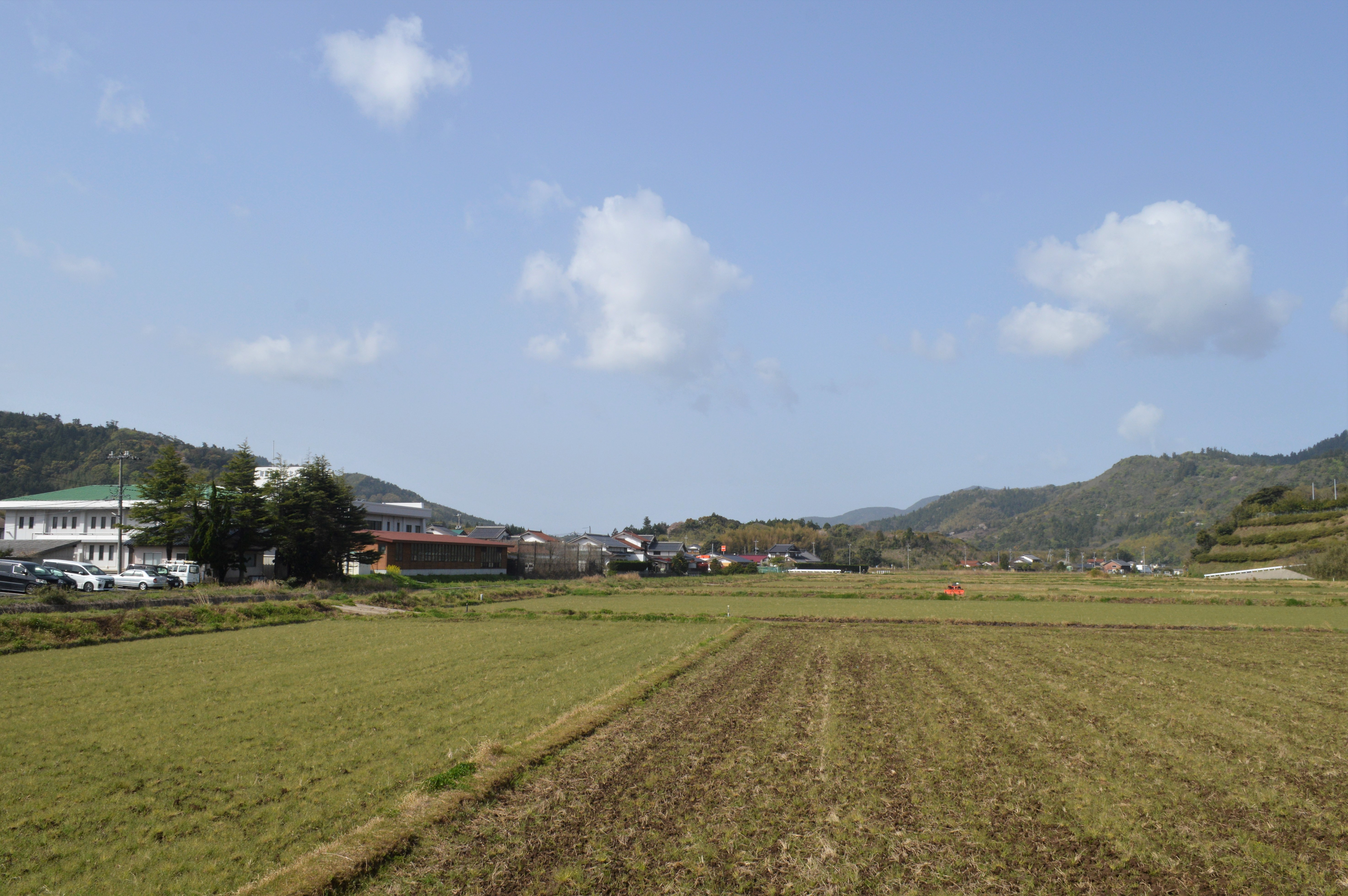
諏訪川の河岸にある大字海士の平野部

海士方（北西部）
- 海士（あま）
中央部。1979年の人口は1,393人[21]。西、中里、東、北分の4集落に分かれる[21]。諏訪川の流域に平地が開けている[21]。中里には海士町の主要施設が集まっており、海士町役場、隠岐開発総合センター、海士町中央公民館、海士町中央図書館、海士町立海士中学校、海士町立海士小学校、海士町後鳥羽院資料館、診療所、隠岐島消防署海士出張所、浦郷警察署海士駐在所、海士郵便局、海士町商工会、隠岐どうぜん農協海士支所、けいしょう保育園などがある[21]。かつては松江地方法務局海士出張所があった[21]。また、諏訪神社、健須佐雄神社、諏訪神社、東神社、北乃惣神社などの寺社があり、「後鳥羽上皇行在所跡」「後鳥羽上皇御火葬塚」、「御番鍛冶跡」などの史跡もある[21]。
- 福井（ふくい）
北西部。1979年の人口は769人[21]。西ノ島にもっとも近い大字である[21]。福井、菱浦の2集落に分かれる[21]。江戸時代に西廻海運が発達すると、菱浦は菱浦港による港町として栄え、農業集落である福井を規模で上回った[21]。菱浦港には海士町と本土や島後を結ぶフェリー/高速船、海士町と西ノ島や知夫里島を結ぶ島前内航船が寄港する[21]。標高239 mの家督山は海士町の最高峰である。
島根県立隠岐島前高等学校、海士町立福井小学校、診療所、菱浦郵便局、隠岐どうぜん農協菱浦出張所などがある[21]。かつては浦郷警察署福井駐在所、農林水産省島根統計事務所海士出張所、慶照第二保育園、国民宿舎隠岐緑水園、ユニチカサンシ隠岐乾繭場があった[21]。また、宮田神社、御倉神社、西方寺、大社教教会所がある[21]。
- 豊田（とよだ）
東北端部。1979年の人口は193人[21]。島後にもっとも近い大字である[21]。第2種漁港の豊田漁港は漁業基地として発展しており、海士町漁協豊田支所がある[21]。島後海峡に面して明屋海岸がある[21]。平安時代に小野篁が配流されたのが豊田であり、金光寺山には小野篁が彫ったとされる仏像がある[21]。また、式内社の奈岐良比売神社がある[21]。
- 宇受賀（うずか）
北部。1979年の人口は314人[21]。水田と畑が多い農業地域であり、日本海に面する宇受賀漁港がある[21]。宇受賀命神社は『延喜式神名帳』による式内大社であり、平安初期の『続日本後紀』にも登場する[21]。

上方（南東部）
- 知々井（ちちい）
中央東部。1979年の人口は306人[21]。上方の中心となる大字である[21]。知々井簡易郵便局、浦郷警察署知々井駐在所、海士町漁協知々井支所、診療所がある[21]。かつて海士町立知々井小学校があったが[21]、1983年に海士町立福井小学校に統合された。また、穂々美神社、北野神社、真言宗の清水寺があり、清水寺の木造聖観音菩薩立像は島根県指定文化財である[21]。
- 崎（さき）
南端部。1979年の人口は468人[21]。第2種漁港の崎漁港は漁業基地として発展している[21]。崎郵便局、崎保育所、隠岐どうぜん農協崎出張所、診療所がある。かつて海士町立崎小学校があったが[21]、1983年に海士町立福井小学校に統合された。また、多井神社、三穂神社などの寺社がある[21]。
- 御波（みなみ）
南部。1979年の人口は348人[21]。御波、須賀の2集落に分かれる[21]。それぞれ漁業集落であり、海士町漁協御波支所、御波簡易郵便局がある[21]。かつて海士町立御波小学校があったが[21]、1983年に海士町立福井小学校に統合された。奈須神社、布施神社、日御碕神社、浄土真宗の蓮生寺がある[21]。

## 歴史

### 原始・古代

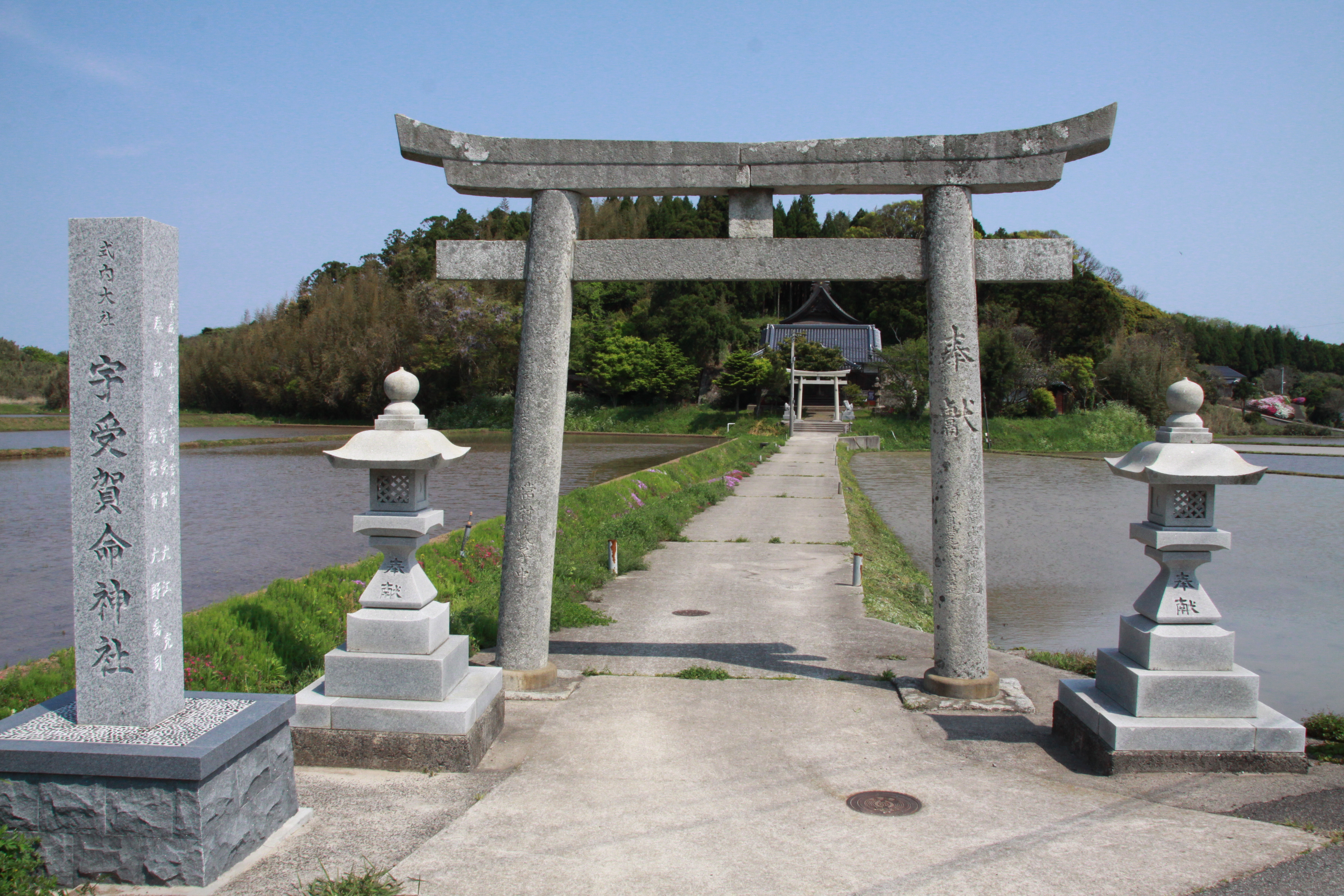
式内社の宇受賀命神社

諏訪湾沿岸にある郡山遺跡からは、隠岐諸島最古の縄文土器が発掘されている。郡山遺跡のほかには、黒曜石による石器が出土した三田遺跡、佐々木遺跡、北分遺跡などの縄文遺跡がある。弥生時代の遺跡である竹田遺跡からは、弥生土器や銅剣が出土している。古墳としては郡山西古墳、郡山東古墳、河原古墳、東神崎古墳があり、山尻断崖には横穴式古墳群がある。
藤原京からは「海評海里」（あまのこおりあまのさと）と書かれた出土した木簡が出土している。奈良時代には隠岐国海部郡（おきのくにあまのこおり）と記録されており、『和名抄』によると布施郷、佐作郷、海部郷の3郷があった。『地名辞書』によると布施郷は布施・知々井・太井・崎の4か村、佐作郷は豊田・宇受賀の2か村、海部郷は海士・福井の2か村である。
聖武天皇の神亀元年（724年）には隠岐が遠流の地と定められている。小野篁は2年あまりを隠岐で過ごしているが、前半は海士郡豊田村で、後半は島後の都万村で過ごした。延長5年（927年）にまとめられた『延喜式神名帳』には、海士の宇受賀命神社と奈伎良比売神社が掲載（式内社）されている。

### 中世・近世
| 『隠州記』（1688年）における海士郡内8か村 | 『隠州記』（1688年）における海士郡内8か村 | 『隠州記』（1688年）における海士郡内8か村 | 『隠州記』（1688年）における海士郡内8か村 | 『隠州記』（1688年）における海士郡内8か村 | 『隠州記』（1688年）における海士郡内8か村 |
| 村名                                      | 石高                                      | 戸数                                      | 人口                                      | 牛馬                                      | 船                                        |
| ----------------------------------------- | ----------------------------------------- | ----------------------------------------- | ----------------------------------------- | ----------------------------------------- | ----------------------------------------- |
| 海士村                                    | 1,070石余                                 | 115戸                                     | 914人                                     | 465匹                                     |                                           |
| 宇津賀村                                  | 105石余                                   | 19戸                                      | 136人                                     | 20匹                                      | 10艘（うち手安船2艘）                     |
| 豊田村                                    | 95石余                                    | 33戸                                      | 185人                                     | 23匹                                      | 23艘（うち手安船11艘）                    |
| 知々井村                                  | 228石余                                   | 50戸                                      | 241人                                     | 43匹                                      | 10艘（うち手安船4艘）                     |
| 太井村                                    | 79石余                                    | 20戸                                      | 103人                                     | 19匹                                      | 11艘（うち大船1艘・手安船7艘）            |
| 布施村                                    |                                           |                                           |                                           |                                           |                                           |
| 崎村                                      | 326石余                                   | 70戸                                      | 321人                                     | 162匹                                     | 32艘（うち大船1艘・手安船19艘）           |
| 福井村                                    | 238石余                                   | 56戸                                      | 262人                                     | 97匹                                      | 56艘（うち小渡海船1艘・手安船3艘）        |

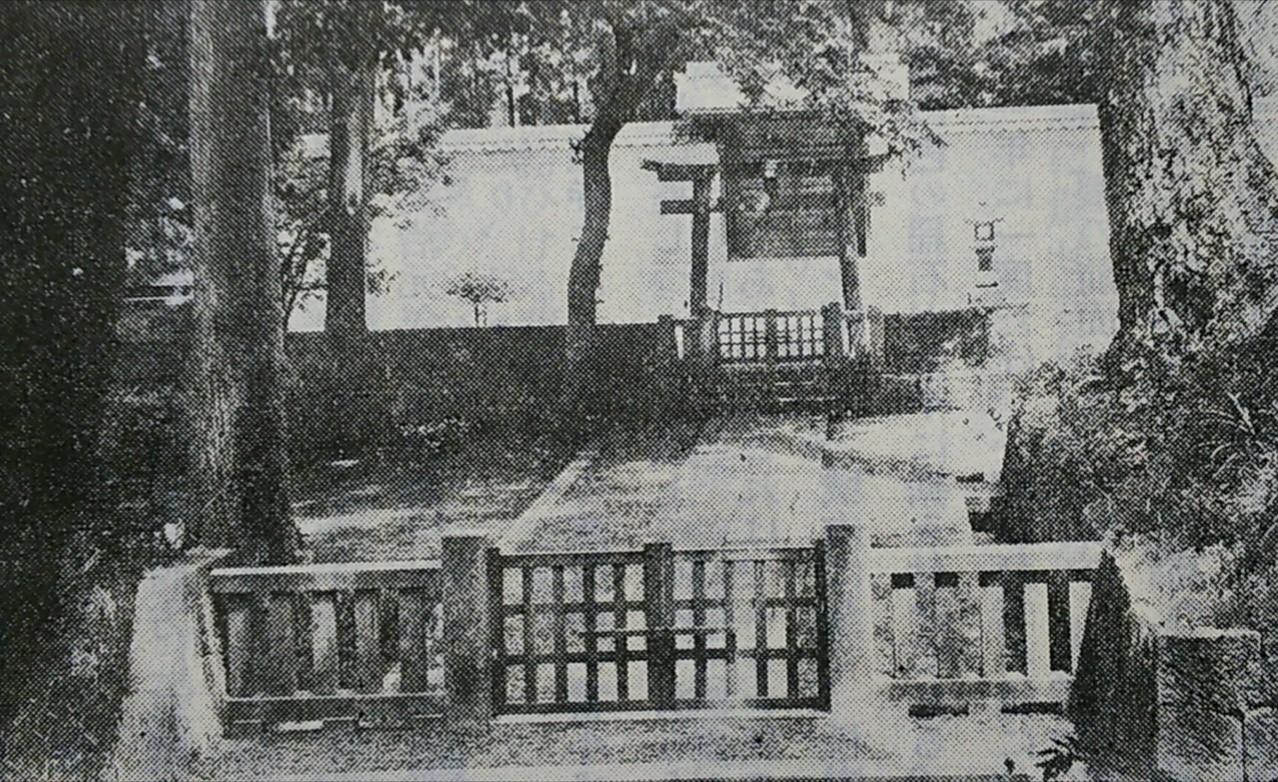
「後鳥羽天皇御火葬塚」

鎌倉時代に編纂された『吾妻鏡』には「阿摩郡苅田郷」という地名が登場する。承久3年（1221年）には後鳥羽上皇が海部郡に配流となり、源福寺を配所として崩御するまで19年間暮らした。後鳥羽上皇は当地で『隠岐本 新古今和歌集』を編纂したり、御歌合せを催すなどしている。元弘2年（1332年）には後醍醐天皇も隠岐に配流されたが、翌年に隠岐を脱出している。
室町時代の明応5年（1496年）には海士郡が海士村・宇津賀村（宇受賀村）・豊田村・知々井村・太井村・布施村・崎村（埼村）・福井村の8か村に分かれ、この8か村の体制が1904年（明治37年）まで続いた。戦国時代末期には美作国から豪族の渡辺氏が崎に定着し、大地主として海士郡のみならず島前全体に勢力を拡大した。
慶長5年（1600年）の関ヶ原の戦い後には堀尾忠氏が出雲国・隠岐国の領主として移封された。寛永14年（1637年）に松江藩主の京極忠高が死去して京極家が廃絶すると、隠岐国は没収されて天領（幕府直轄地）となった。その後は幕府から松江藩に預けられる形となったが、名目上は幕末まで天領のままだった。中ノ島も松江藩による支配を受けており、島前では西ノ島の別府に代官所が置かれている。

### 近代

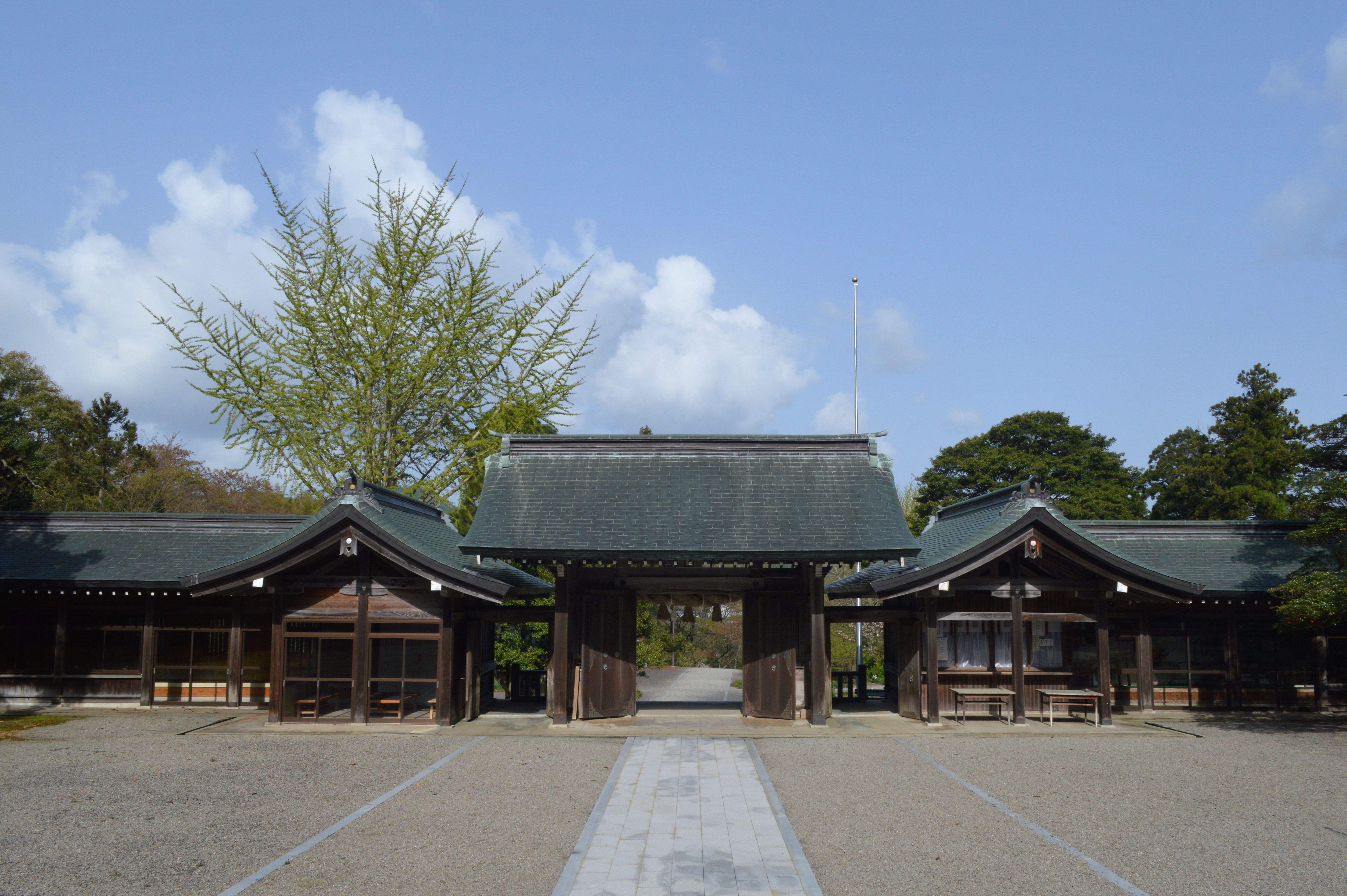
1939年に創建された隠岐神社

1868年（明治元年）に起こった隠岐騒動の際、島前の各島は島後とは異なり中立の立場を取り続けたが、1869年（明治2年）以後の廃仏毀釈は島後同様に徹底して行われた。この騒動の過程でいったんは鳥取県の支配下に入り、1869年（明治2年）には新たに設置された隠岐県の一部となったが、1876年（明治9年）に島根県の管轄下で落ち着いた。このさなかの1873年（明治6年）には崎、知々井、海士、福井、布施の5地区に学校ができ、1874年（明治7年）には菱浦にも学校ができた。1879年（明治12年）には豊田村と宇受賀村の2か村が連合して豊田村に戸長役場を置き、また布施村と太井村の2か村も連合して布施村に戸長役場を置いた。1884年（明治17年）には海士村・宇受賀村・豊田村・福井村の4か村が連合して海士村に戸長役場を置き、布施村・太井村・崎村・知々井村の4か村も連合して布施村に戸長役場を置いた。
1904年（明治37年）4月には中ノ島の8か村が合併して1郡1村・1島1村の海士郡海士村に改称、同年5月1日には他地域の町村制に相当する「島根県隠岐国ニ於ケル町村ノ制度ニ関スル件」が施行されたことで、海士村は大字海士に村役場を置いた。1913年（大正2年）には初めて海士村議会議員選挙が行われた。1920年（大正9年）の海士村は、戸数が1,351戸、人口が6,001人だった。この後、昭和戦前期には出稼ぎや移住などで人口が減少し、1940年には1,110戸・4,620人となっている。紀元二千六百年記念行事の一つとして、1939年（昭和14年）には島根県によって隠岐神社が創建された。

### 現代
海士村の人口は1950年（昭和25年）に6,986人とピークを記録したが、その後は一貫して減少している。1959年（昭和34年）には一畑バスが菱浦から豊田までの路線バスの運行を開始した。1963年（昭和38年）には隠岐諸島が大山隠岐国立公園に指定され、観光ブームが起こったことで、1965年（昭和40年）には島後に隠岐空港が開港している。
1969年（昭和44年）1月1日には町制を施行して海士町となった。同年4月には旧隠岐国4郡が1郡となり、隠岐郡海士町となった。1970年（昭和45年）には隠岐と本土との間で初めてフェリーの運航が開始された。1995年（平成7年）には隠岐汽船の高速船レインボーが菱浦港に寄港するようになった。2002年（平成14年）には承久海道キンニャモニャセンターがオープンした。1953年（昭和28年）に離島振興法が制定されると、港湾や防波堤の整備など数多くの公共事業が行われてきたが、2000年代には財政再建団体への転落も危ぶまれるほどの財政危機に陥った。
2002年（平成14年）には民間企業の経営感覚を持つ山内道雄が海士町長に就任した。平成の大合併時には島前の2町1村も合併に向けた協議会を立ち上げたが、地政学的条件などが理由で合意には至らず、2003年（平成15年）12月14日には協議会が解散している。山内は大胆な行政改革と産業創出策を行い、海士町は「地方創生のトップランナー」と謳われるほどの町となった。2009年（平成21年）には日本で最も美しい村連合に加盟した。

### 年表

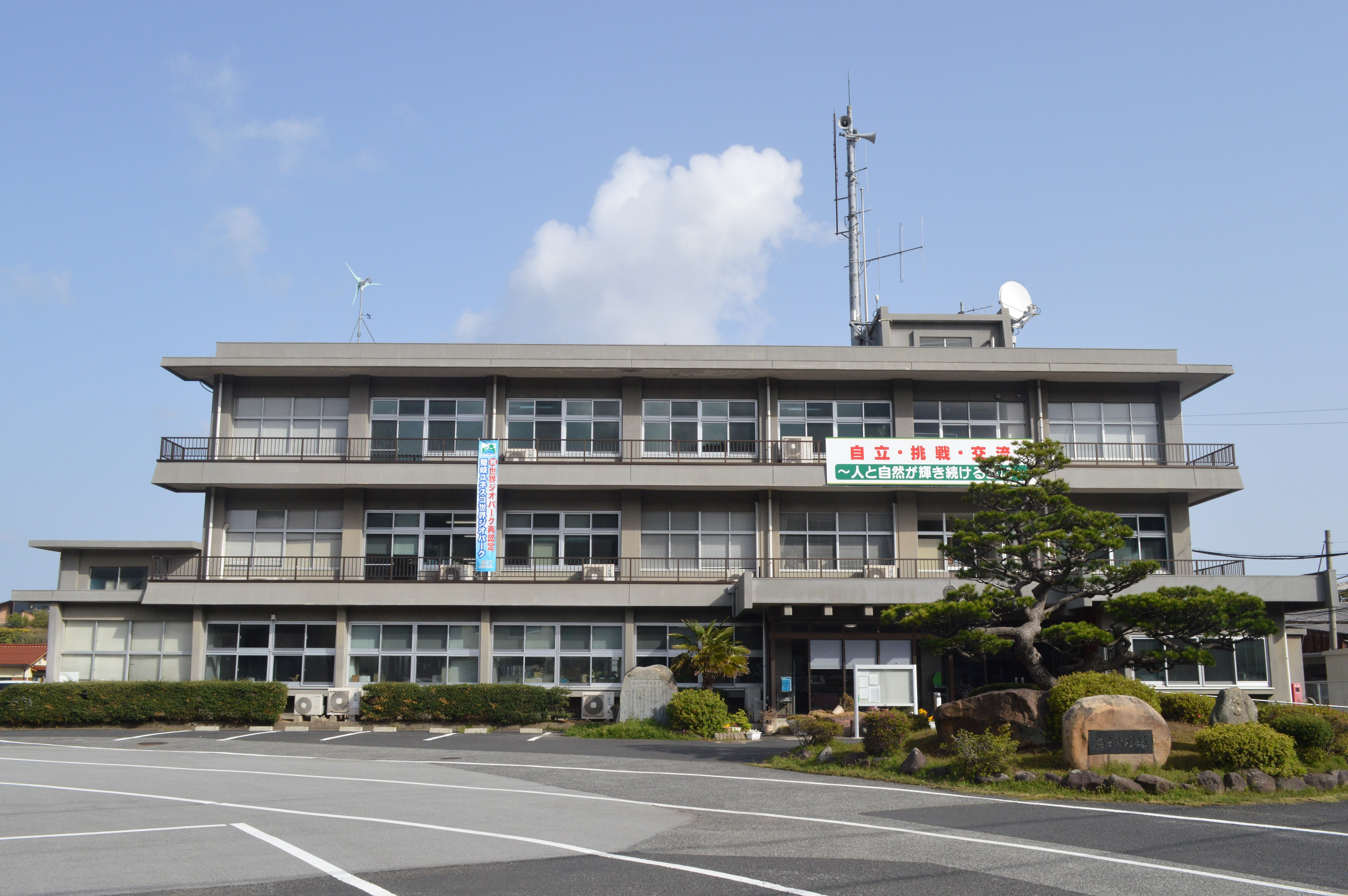
旧海士町役場（2018年4月）

- 1904年（明治37年）5月1日 - 島根県隠岐国ニ於ケル町村ノ制度ニ関スル件が施行により、海士郡海士村が発足する。
- 1969年（昭和44年）
  - 1月1日 - 町制施行して、海士町となる。
  - 4月1日 - 隠岐郡の所属となる。
- 2025年（令和7年）1月14日 - 町役場が新庁舎に移転[30]。

## 経済
1953年（昭和28年）の離島振興法制定以後、漁港や道路の整備などの公共事業が多く行われてきたが、国・地方自治体の財政難から公共事業が減少し、2000年代初頭には財政再建団体への転落も現実味を帯びるほどの危機的状況に陥っていた。2000年（平成12年）3月には観光土産として「さざえカレー」を売り出したところ、隠岐や島根県を訪れた観光客に人気のヒット商品となった。同年11月には自治省（現・総務省）による「潤いと活力のあるまちづくり自治大臣表彰」を受け、この成功によって海士町は産業振興にいっそう力を入れることとなった。2000年代以降には、「隠岐牛」（牛肉）や「隠岐のいわがき」（牡蠣）や「海士乃塩」（塩）などの地域食材を用いた商品開発、CAS凍結センターの建設による海産物の鮮度向上など、様々な産業振興の取り組みを行っており、雇用創出や定住者の増加などの効果を挙げている。
2005年（平成17年）の国勢調査によると、海士町の産業就業人口は1,199人である。産業別人口では第一次産業が211人（17.6%）、第二次産業が241人（20.1%）、第三次産業が747人（62.3%）である。主な企業には、「隠岐牛」の肥育を行っている有限会社隠岐潮風ファーム、「隠岐のいわがき」の養殖を行っている海士いわがき生産株式会社、第三セクターでマリンポートホテル海士の経営を行っている株式会社海士、第三セクターで承久海道キンニャモニャセンターの運営を行っている株式会社ふるさと海士などがある。農林水産業とともに建設業が大きな産業となっており、2005年時点で建設業の従事者数191人は全産業従事者数の15.9%を占めていた。

## 行政

### 歴代町村長
| 海士村/海士町の歴代町村長 | 海士村/海士町の歴代町村長 | 海士村/海士町の歴代町村長 | 海士村/海士町の歴代町村長 | 海士村/海士町の歴代町村長 | 海士村/海士町の歴代町村長 | 海士村/海士町の歴代町村長 | 海士村/海士町の歴代町村長 |
| 代                        | 名前                      | 就任日                    | 退任日                    | 代                        | 名前                      | 就任日                    | 退任日                    |
| ------------------------- | ------------------------- | ------------------------- | ------------------------- | ------------------------- | ------------------------- | ------------------------- | ------------------------- |
| 1                         | 小谷琢五郎                | 明治37年7月24日           | 明治41年7月19日           | 18                        | 大前久次郎                | 昭和30年5月1日            | 昭和34年4月30日           |
| 2                         | 小谷琢五郎                | 明治41年7月20日           | 明治45年7月19日           | 19                        | 大前久次郎                | 昭和34年5月1日            | 昭和37年4月30日           |
| 3                         | 小谷琢五郎                | 明治45年7月20日           | 大正5年7月19日            | 20                        | 田畑十次郎                | 昭和37年5月31日           | 昭和41年5月30日           |
| 4                         | 小谷琢五郎                | 大正5年7月20日            | 大正9年7月19日            | 21                        | 田畑十次郎                | 昭和41年5月31日           | 昭和45年5月30日           |
| 5                         | 村尾輝一                  | 大正9年9月13日            | 大正11年2月28日           | 22                        | 田畑十次郎                | 昭和45年5月31日           | 昭和45年5月30日           |
| 6                         | 渡辺新太郎                | 大正11年6月5日            | 大正12年9月25日           | 23                        | 田畑十次郎                | 昭和45年5月31日           | 昭和53年5月30日           |
| 7                         | 若林台造                  | 大正12年10月22日          | 昭和2年10月21日           | 24                        | 田畑十次郎                | 昭和53年5月31日           | 昭和57年5月30日           |
| 8                         | 小谷琢五郎                | 昭和2年10月22日           | 昭和5年10月7日            | 25                        | 竹谷正幸                  | 昭和57年5月31日           | 昭和61年5月30日           |
| 9                         | 松野輝雄                  | 昭和6年7月6日             | 昭和10年8月5日            | 26                        | 竹谷正幸                  | 昭和61年5月31日           | 平成2年5月30日            |
| 10                        | 岡田久三郎                | 昭和10年8月17日           | 昭和10年9月25日           | 27                        | 山中正巳                  | 平成2年5月31日            | 平成6年5月30日            |
| 11                        | 錦織滝次郎                | 昭和11年1月18日           | 昭和14年6月19日           | 28                        | 石倉郁郎                  | 平成6年5月31日            | 平成10年5月30日           |
| 12                        | 岡田久三郎                | 昭和14年7月12日           | 昭和16年9月24日           | 29                        | 石倉郁郎                  | 平成10年5月31日           | 平成14年5月30日           |
| 13                        | 毛利権八                  | 昭和16年11月2日           | 昭和20年11月1日           | 30                        | 山内道雄                  | 平成14年5月31日           | 平成18年5月30日           |
| 14                        | 毛利権八                  | 昭和20年12月6日           | 昭和21年5月30日           | 31                        | 山内道雄                  | 平成18年5月31日           | 平成22年5月30日           |
| 15                        | 前田穣                    | 昭和21年9月30日           | 昭和22年4月1日            | 32                        | 山内道雄                  | 平成22年5月31日           | 平成26年5月30日           |
| 16                        | 山本長太郎                | 昭和22年4月10日           | 昭和26年4月4日            | 33                        | 山内道雄                  | 平成26年5月31日           | 平成30年5月30日           |
| 17                        | 山本長太郎                | 昭和26年4月23日           | 昭和30年4月30日           | 34                        | 大江和彦                  | 平成30年5月31日           | 現職                      |

### 公共機関
町役場
- 海士町役場は海士町大字海士1490番地に所在する。2025年（令和7年）1月14日に新庁舎に移転し[30]、新設建物である庁舎棟（鉄筋コンクリート造、地上3階）と交流棟（鉄筋コンクリート造+木造、地上1階）、既存建物である隠岐開発総合センター（鉄筋コンクリート造、地上2階、塔屋1階）と水道管理棟（鉄骨造、地上2階）で構成されることとなった[34]。

消防
- 海士町の消防は、隠岐諸島全域（海士町・隠岐の島町・西ノ島町・知夫村）を管轄する隠岐島消防署（隠岐の島町）が担っている。

警察
- 海士町の警察は、島前地域（海士町・西ノ島町・知夫村）を管轄する浦郷警察署（西ノ島町）が担っている[35]。海士町には海士駐在所と知々井駐在所がある[35]。

郵便
- 海士町には郵便の集配局として菱浦郵便局（684-04xx）があり、無集配局として海士郵便局・崎郵便局・知々井簡易郵便局・御波簡易郵便局がある[36]。

電話
- 島前地域の市外局番は08514（2〜9）である。

## 教育

### 学校教育

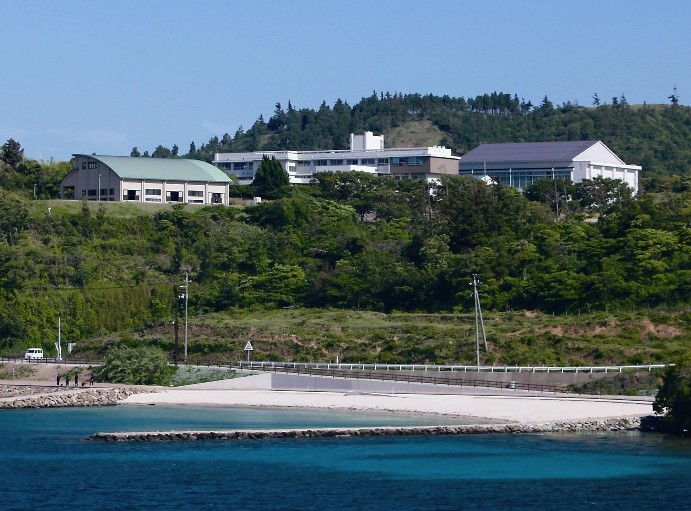
島根県立隠岐島前高等学校

小学校
- 海士町立海士小学校
- 海士町立福井小学校

中学校
- 海士町立海士中学校

高等学校
- 島根県立隠岐島前高等学校

### 社会教育
- 海士町中央図書館

## 交通

### 海上交通

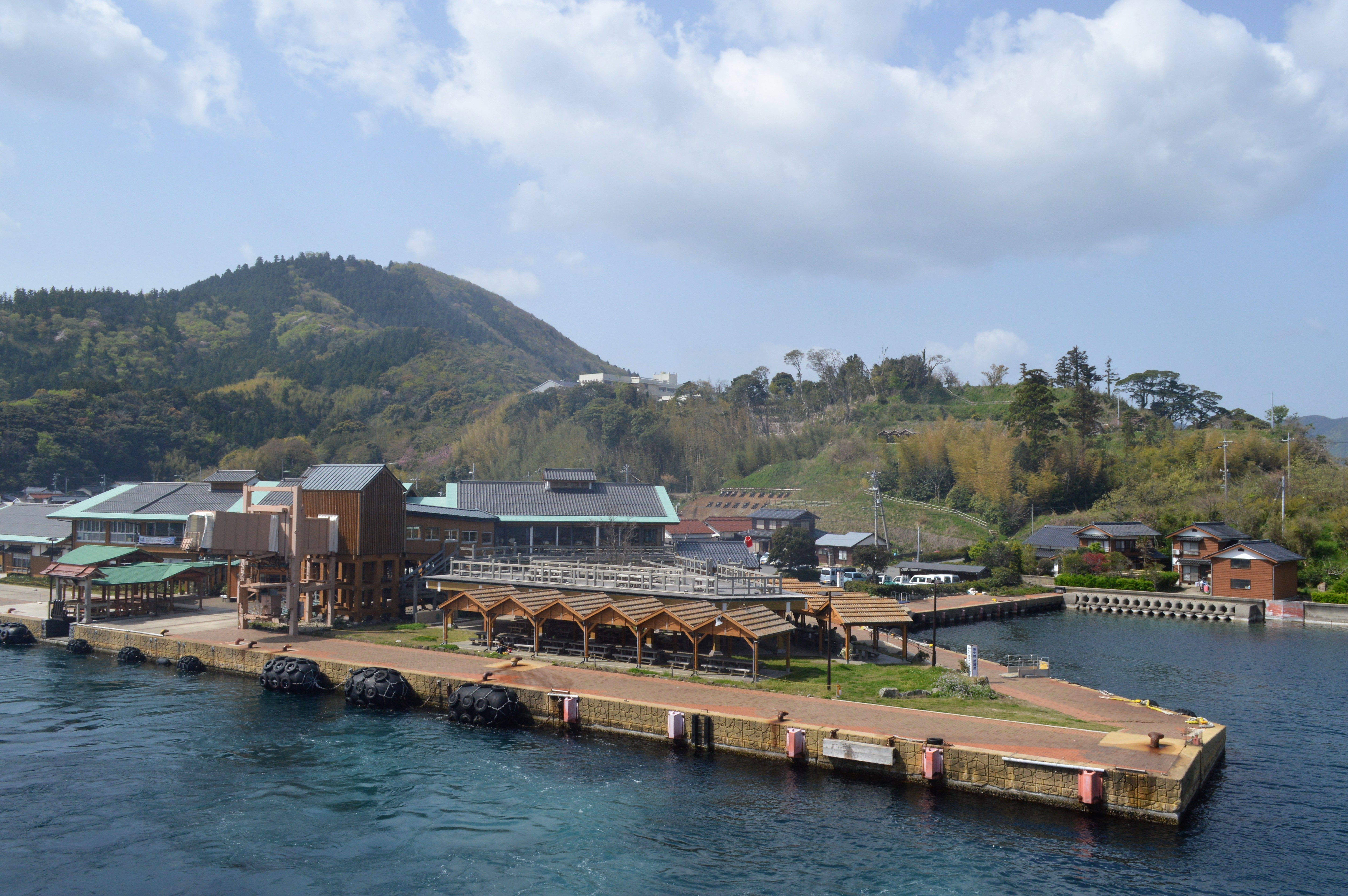
フェリー/高速船や島前内航船が発着する菱浦港

江戸時代には松前藩と大坂を結ぶ北前船が隠岐で一か月ほど停泊して順風を待つようになり、海士町では菱浦・日之津・須賀などに停泊した。隠岐諸島と松江を結ぶ民間の定期航路はなかったが、松江藩による御用船が運航されていた。明治時代になると蒸気船による定期航路の開拓が計画され、1884年（明治17年）には初めて蒸気船の運行が開始された。菱浦港は隠岐諸島と本土とを結ぶ隠岐航路の発祥の地とされる。1895年（明治28年）には菱浦港に隠岐汽船株式会社が設立され、航路の拡張や船舶の増強などを行っている。
現在の海士町の玄関口は菱浦港である。隠岐汽船がフェリー・高速船を、隠岐観光が島前内航船を運行している。フェリーでは本土まで2時間30分から3時間、高速船では本土まで約1時間40分である。北西からの季節風の影響により、冬季には船便が欠航することも多い。フェリー・高速船は、隠岐諸島内の別府港（西ノ島町）・来居港（知夫村）・西郷港（隠岐の島町）との間で、また島根県本土の七類港（松江市）・境港（境港市）との間で運行されている。島前内航船は、島前内の別府港（中ノ島町）・来居港（知夫村）との間で運行されている。
- 隠岐汽船
  - フェリー/高速船 : 七類港（松江市）・境港（境港市）＝菱浦港
- 隠岐観光
  - 島前内航船 : 別府港（西ノ島町）・来居港（知夫村）＝菱浦港

### 陸上交通

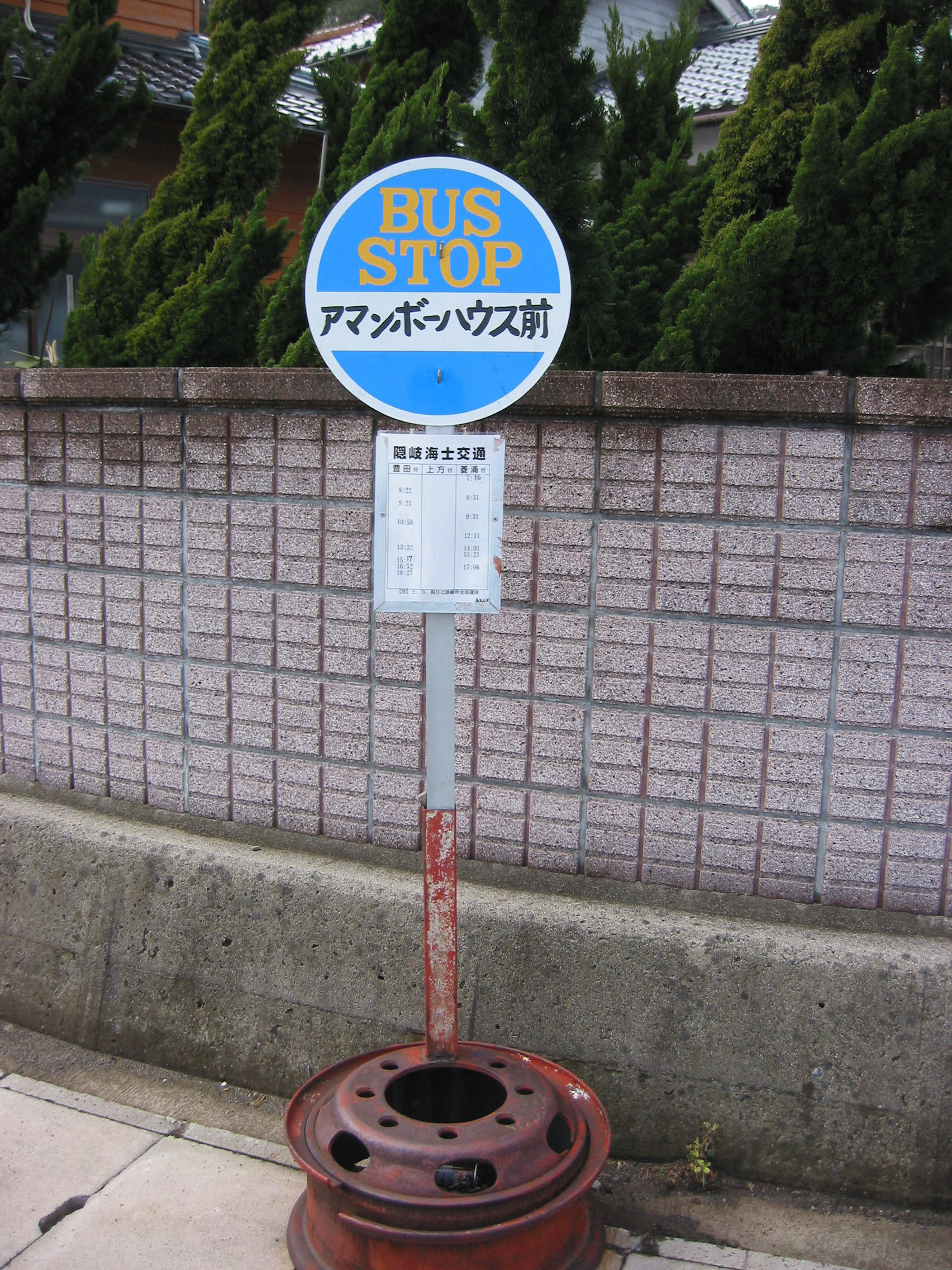
隠岐海士交通のバス停

明治以前の海士村の陸上運搬手段は人や牛による運搬が主だった。1889年（明治24年）には菱浦から海士を通って豊田に至る二間幅の車道が開通し、その後も明治後期から大正初期にかけて、各集落を結ぶ道路の改修が行われた。1927年（昭和2年）の海士村には荷車46台・自転車18台が見られた。1959年（昭和34年）以後にも主要道路の改修が行われている。同年には一畑バスが菱浦と豊田を結ぶバス路線の運行を開始したが、1970年（昭和45年）には経営難により撤退した。この路線は石倉バス（のちの隠岐海士交通）が引き継ぎ、また石倉バスは崎・知々井・保々見などの集落にも至る新路線の運行も開始した。
現在の海士町内では隠岐海士交通が島内巡回バス（路線バス）を運行している。豊田線は隠岐汽船乗り場（菱浦港）から海士町役場を通って豊田の集落までほぼ東西のルートを取り、海士島線は海士町役場から知々井・御波・崎の各集落までほぼ南北のルートを取っている。
- 隠岐海士交通
  - 豊田線：隠岐汽船乗り場 - 役場前 - 豊田
  - 海士島線：役場前 - 知々井 - 御波 - 崎

## 名所・旧跡・祭事・施設

### 名所・旧跡・祭事
- 隠岐神社
- 宇受賀命神社
- 三穂神社 - 流罪により崎港に到着した後鳥羽院が隠岐で最初の夜を過ごしたと言われる神社。
- 木路ヶ崎灯台 - 海士町最南端にある灯台。
- 天川の水 - （名水百選）
- 名馬寿号之墓 - 日露戦争後にロシア帝国軍のアナトーリイ・ステッセリ将軍から日本軍の乃木希典大将に贈られた良馬の墓。
- 七尋女房岩 - 流行り病に効能があるとされる巨岩。
- 佐渡公園 - 1892年（明治25年）に小泉八雲夫妻が8日間滞在した岡崎旅館の跡地。八雲と妻セツの銅像が建てられている。
- 隠岐島前神楽（島根県指定文化財）

### 施設
- 海士町後鳥羽院資料館
- 承久海道キンニャモニャセンター

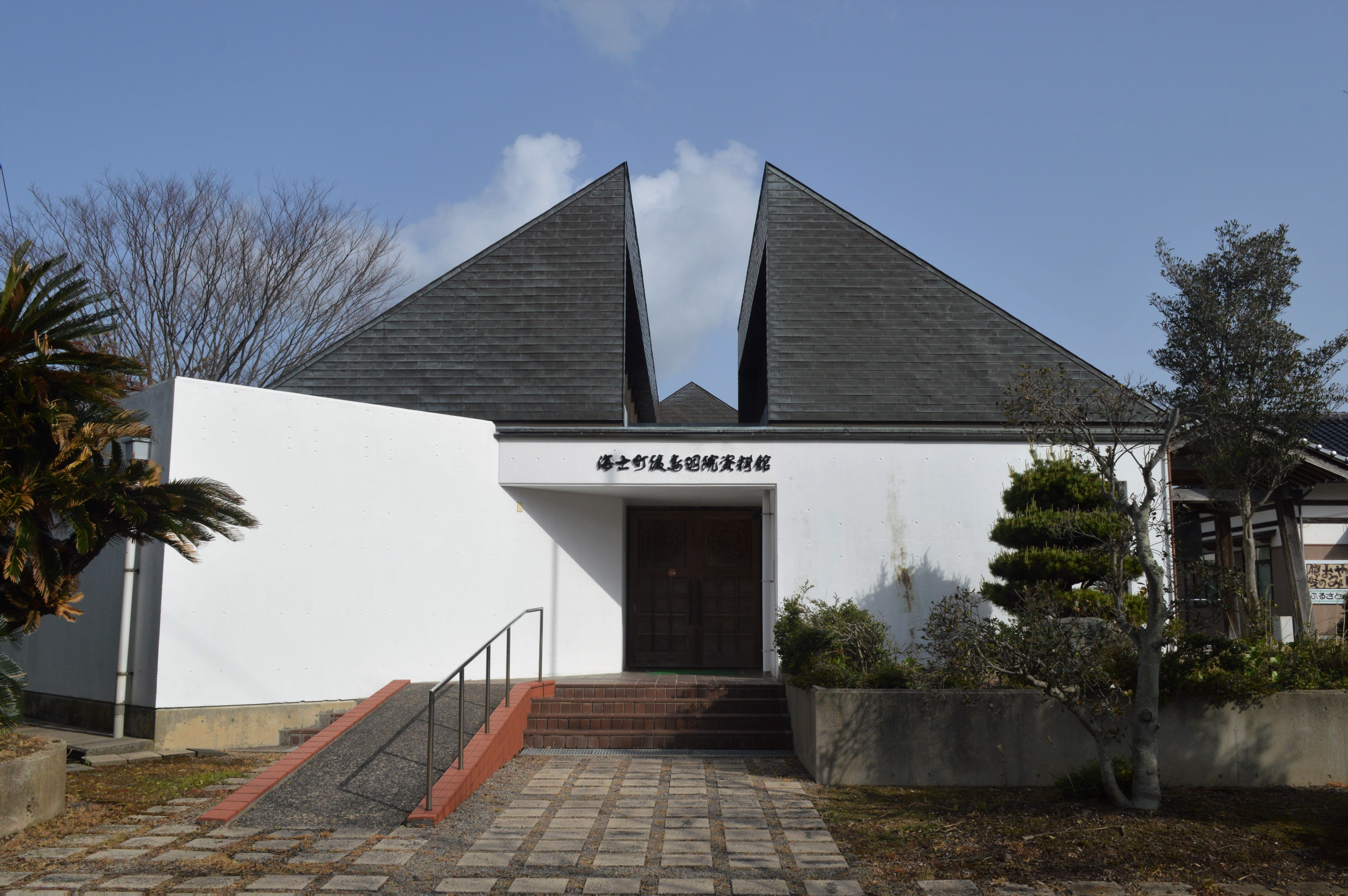
海士町後鳥羽院資料館

- あまマーレ - 海士町教育委員会が管理するコミュニティ施設。
- 隠岐國学習センター

## 出身者
- 佐渡卓（元日本国土開発社長）
- ながいのりあき（漫画家）
- 田中美佐子（女優）
- 井手上漠（タレント）